# Zagrammosoma seini
Zagrammosoma seini är en stekelart som beskrevs av Albert Burke Wolcott 1936. Zagrammosoma seini ingår i släktet Zagrammosoma och familjen finglanssteklar. Inga underarter finns listade i Catalogue of Life.